# Campeonato Europeu de Beisebol de 2003
O Campeonato Europeu de Beisebol de 2003 foi a 28º edição do principal torneio entre seleções nacionais de beisebol da Europa. A campeã foi a Seleção Neerlandesa de Beisebol, que conquistou seu 18º título na história da competição. O torneio foi sediado nos Países Baixos.